# Zagan Pasza
Zagan Mehmed Pasza (zm. 1462 lub 1466) – wielki wezyr imperium osmańskiego w latach 1453-1456.
Był prawdopodobnie Grekiem, Serbem lub Albańczykiem. W młodości został wcielony w szeregi janczarów. Początkowo był zastępca wezyra. Wziął czynny udział w upadku Konstantynopola w 1453 roku. Po upadku Halila Paszy został wielkim wezyrem. Jego przyjaciele objęli wpływowe stanowiska. On i jego bliscy byli agresywnymi neofitami islamu, ludźmi bez usankcjonowanych praw, całkowicie uzależnionymi od łaski sułtana. W 1456 roku został zdymisjonowany po nieudanej wyprawie przeciwko Węgrom.